# Ernesto De la Cruz

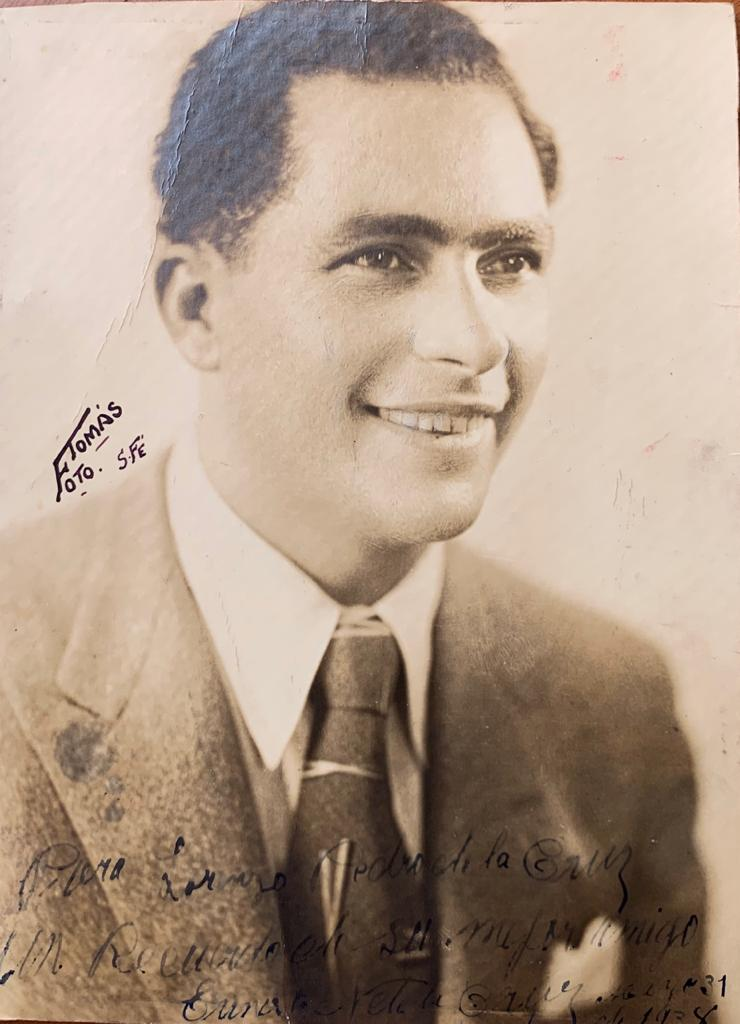
Ernesto De La Cruz (1938)

Ernesto Natividad de la Cruz (* 8. September 1898 in Concordia; † 14. November 1985 in Buenos Aires) war ein argentinischer Bandoneonist, Bandleader und Tangokomponist.

## Leben und Wirken
De la Cruz wuchs ab dem zehnten Lebensjahr in Buenos Aires auf und lernte dort Bandoneon zu spielen u. a. bei Minotto Di Cicco. Er spielte dann in verschiedenen Orchestern und leitete ein Sextett im Stadtbad. Bekannt wurde er ab 1923 mit Auftritten im Café Nacional. In dieser Zeit komponierte er den Tango El ciruja, der vom Textdichter Alfredo Marino und von Pablo Gómez gesungen und von Ignacio Corsini und später von Carlos Gardel aufgenommen wurde.
In seiner langen Laufbahn als Musiker und Bandleader spielte er u. a. bei Radio El Mundo und Radio Belgrano, arbeitete einige Zeit mit Libertad Lamarque zusammen und trat mit Musikern wie Carlos Di Sarli, Luis Brighenti, Manlio Francia, Antonio Rodio, Arturo Bernstein, Bernardo Germino und Antonino Cipolla auf.

## Kompositionen
- El chinchorro
- Amadeo
- Cruz Mandinga
- Alma de chorro
- Vieja volanta
- El batidor
- Golondrina
- Guapo y querendón
- Creciente
- Cortada de Carabelas
- Malevita de arrabal
- Titi
- Vale cuatro
- Dejame con mi tristeza
- Viento verde
- Bajá el gallo
- Un hombre de la calle
- Alma de malevo
- Tu falsedad
- Disculpen, soy entrerriano
- En un boliche
- Muchachada